# Pionus
Pionus is een geslacht van vogels uit de familie Psittacidae (papegaaien van Afrika en de Nieuwe Wereld).

## Soorten
Het geslacht kent de volgende acht soorten:
- Pionus chalcopterus – Bronsvleugelmargrietje
- Pionus fuscus – Bruin margrietje
- Pionus maximiliani – Maximiliaanmargrietje
- Pionus menstruus – Zwartoormargrietje
- Pionus senilis – Witkopmargrietje
- Pionus seniloides – Grijskopmargrietje
- Pionus sordidus – Roodsnavelmargrietje
- Pionus tumultuosus – Pruimkopmargrietje